# Kabinett Simon

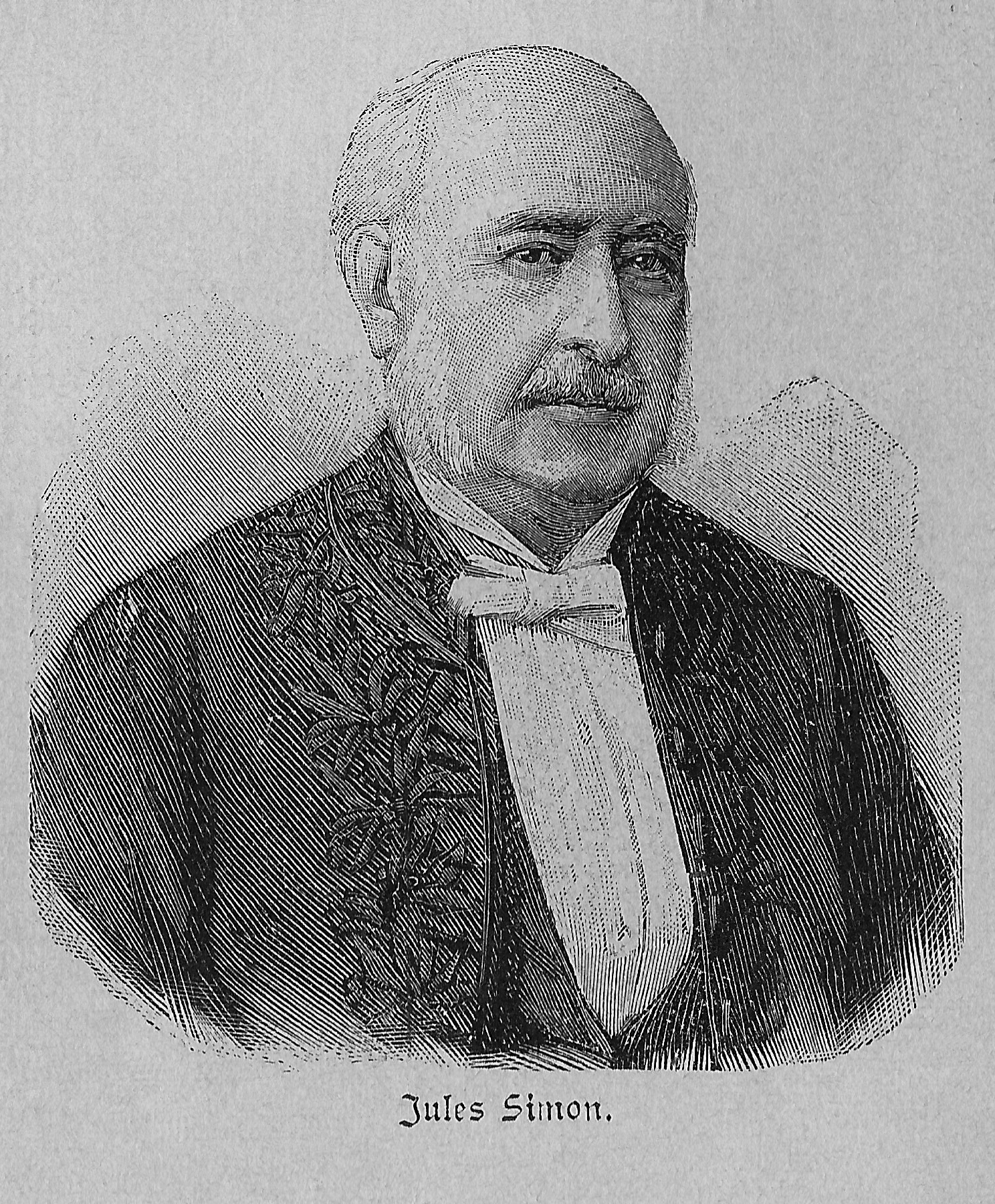
Jules Simon war zwischen 1876 und 1877 Premierminister Frankreichs

Das Kabinett Simon war eine Regierung der Dritten Französischen Republik. Es wurde am 12. Dezember 1876 von Premierminister (Président du Conseil) Jules Simon gebildet und löste das Kabinett Dufaure IV ab. Es blieb bis zum 17. Mai 1877 im Amt und wurde daraufhin vom Kabinett Broglie III abgelöst.
Dem Kabinett gehörten Vertreter des Centre gauche (CG), der Gauche républicaine (GR) und der Orléanisten an.

## Kabinett
Dem Kabinett gehörten folgende Minister an:
| Amt                                                    | Name                             | Gruppe | Beginn der Amtszeit | Ende der Amtszeit |
| ------------------------------------------------------ | -------------------------------- | ------ | ------------------- | ----------------- |
| Premierminister                                        | Jules Simon                      | GR     | 12. Dezember 1876   | 17. Mai 1877      |
| Außenminister                                          | Louis Decazes                    | Orl    | 12. Dezember 1876   | 17. Mai 1877      |
| Kriegsminister                                         | Jean-Auguste Berthaut            |        | 12. Dezember 1876   | 17. Mai 1877      |
| Minister für öffentlichen Unterricht und schöne Künste | William Henry Waddington         | CG     | 12. Dezember 1876   | 17. Mai 1877      |
| Religionsminister                                      | Louis Martel                     | CG     | 12. Dezember 1876   | 17. Mai 1877      |
| Innenminister                                          | Jules Simon                      | GR     | 12. Dezember 1876   | 17. Mai 1877      |
| Siegelbewahrer und Justizminister                      | Louis Martel                     | CG     | 12. Dezember 1876   | 17. Mai 1877      |
| Minister für Marine und Kolonien                       | Martin Fourichon                 | CG     | 12. Dezember 1876   | 17. Mai 1877      |
| Finanzminister                                         | Léon Say                         | CG     | 12. Dezember 1876   | 17. Mai 1877      |
| Minister für öffentliche Arbeiten                      | Albert Christophle               | CG     | 12. Dezember 1876   | 17. Mai 1877      |
| Minister für Landwirtschaft und Handel                 | Pierre Edmond Teisserenc de Bort | CG     | 12. Dezember 1876   | 17. Mai 1877      |

Dem Kabinett gehörten folgende Sous-secrétaires d’État an:
| Amt                                 | Name           | Gruppe | Beginn der Amtszeit | Ende der Amtszeit |
| ----------------------------------- | -------------- | ------ | ------------------- | ----------------- |
| Finanzministerium                   | Louis Passy    | Orl    | 12. Dezember 1876   | 17. Mai 1877      |
| Justizministerium                   | Jules Méline   | GR     | 21. Dezember 1876   | 17. Mai 1877      |
| Ministerium für Marine und Kolonien | Albert Roussin |        | 18. Januar 1877     | 17. Mai 1877      |

## Historische Einordnung

### Krise des 16. Mai 1877
Die Regierung Simon war von einer Auseinandersetzung zwischen Staatspräsident Patrice de Mac-Mahon und Léon Gambetta, einem der führenden republikanischen Parlamentarier, geprägt. Jules Simon hatte mit verschiedenen Maßnahmen den Unwillen Mac-Mahons erregt und stand gleichzeitig unter dem Druck der republikanischen Kammermehrheit. Die Auseinandersetzung gipfelte in der Krise des 16. Mai 1877, die zum Rücktritt Simons führte.
Simon hatte sich mit einer Säuberung im Bereich der hohen Präfekten und Richter der Linken angenähert, was Mac-Mahon missfiel. Ebenso kritisierte Mac-Mahon die Aufhebung eines Pressegesetzes aus dem Jahr 1875. Eine scharf geführte Debatte über die Gefahren des Ultramontanismus – Gambetta sprach hier seinen berühmten Satz: „Der Klerikalismus? Das ist der Feind!“ – veranlasste Präsident Mac-Mahon zu einem Brief an den Premierminister:

« Ich habe soeben im Amtsblatt den Bericht über die gestrige Sitzung gelesen.
Ich habe mit Überraschung gesehen, dass weder Sie noch der Siegelbewahrer auf der Tribüne all die schwerwiegenden Gründe vorgebracht haben, die die Aufhebung eines Pressegesetzes hätten verhindern können, das vor weniger als zwei Jahren auf Vorschlag von Herrn Dufaure verabschiedet wurde und dessen Anwendung auf die Gerichte Sie selbst erst kürzlich gefordert haben; und dennoch war in mehreren Beratungen des Rates und in der von gestern Morgen beschlossen worden, dass der Ratspräsident und der Siegelbewahrer die Aufgabe übernehmen würden, es zu bekämpfen.
Man hatte sich bereits gewundert, dass die Abgeordnetenkammer in ihren letzten Sitzungen ein ganzes Gemeindegesetz diskutiert und sogar eine Bestimmung verabschiedet hatte, deren Gefahr Sie selbst im Ministerrat erkannt hatten, wie die Öffentlichkeit der Beratungen der Gemeinderäte, ohne dass der Innenminister an der Diskussion teilgenommen hatte.
Diese Haltung des Kabinettschefs wirft die Frage auf, ob er den nötigen Einfluss auf die Kammer behalten hat, um seine Ansichten durchzusetzen. Eine Erklärung in dieser Hinsicht ist unerlässlich, denn wenn ich auch nicht wie Sie dem Parlament gegenüber verantwortlich bin, so habe ich doch eine Verantwortung gegenüber Frankreich, um die ich mich heute mehr denn je kümmern muss.
Genehmigen Sie, Herr Ratspräsident, die Versicherung meiner ausgezeichnetsten Hochachtung. »

Jules Simon trat nach diesem Schreiben zurück und wurde durch Albert de Broglie ersetzt.

### Sonstiges
Am 18. März 1877 wurde in Frankreich verpflichtend das Familienstammbuch eingeführt.